# Hällkallracklet
Hällkallracklet är en ö i Finland. Den ligger i Norra kvarken eller Bottenhavet och i kommunen Malax i den ekonomiska regionen  Vasa i landskapet Österbotten, i den västra delen av landet. Ön ligger omkring 42 kilometer väster om Vasa och omkring 380 kilometer nordväst om Helsingfors.
Öns area är 2 hektar och dess största längd är 310 meter i sydöst-nordvästlig riktning.